# 플랜에이 엔터테인먼트
플랜에이엔터테인먼트(Plan A Entertainment)는 대한민국의 연예기획사이었다.

## 현재 소속 연예인
- 에이핑크
- 빅톤

## 과거 소속 연예인
- 마리오
- 홍유경 (에이핑크 전 멤버)
- 손나은 (에이핑크 멤버)
- 허각

## 연도별 배출 아티스트
| 데뷔연도 | 이름     | 형태 | 구성원                                               | 상징색깔                  | 팬클럽 | 리더   |
| -------- | -------- | ---- | ---------------------------------------------------- | ------------------------- | ------ | ------ |
| 2010     | 허각     | 솔로 | 본인                                                 | 없음                      | 각별인 | 없음   |
| 2011     | 에이핑크 | 그룹 | 박초롱, 윤보미, 정은지, 손나은, 김남주, 오하영       | 스트로베리 핑크           | PANDA  | 박초롱 |
| 2016     | 빅톤     | 그룹 | 한승우, 강승식, 허찬, 임세준, 도한세, 최병찬, 정수빈 | 블루 아톨,블레이징 옐로우 | ALICE  | 강승식 |
| 2019     | 임지민   | 솔로 | 본인                                                 | 없음                      | 각별인 | 없음   |

## 연혁
- 2011년 (주) 에이큐브엔터테인먼트 설립
- 2015년 11월 25일 로엔엔터테인먼트가 에이큐브 엔터테인먼트의 지분 70%를 투자. 별도의 경영진 교체 없이 독자적 레이블 체제로 이루어짐.[1]
- 2016년 3월 2일 플랜에이엔터테인먼트로 개명
- 2019년 4월 1일 페이브엔터테인먼트와 합병[2], 통합 플레이엠엔터테인먼트로 출범[3]